# Maurren Maggi
Maurren Higa Maggi (São Carlos, 25 de junho de 1976) é uma ex-atleta, saltadora, velocista e política brasileira filiada ao Republicanos. Tornou-se o maior nome da história do atletismo feminino do Brasil ao ganhar a medalha de ouro no salto em distância dos Jogos Olímpicos de Pequim, em 2008, saltando 7,04 metros.
Com uma carreira profissional de quase vinte anos no esporte, na qual chegou a ser suspensa por dois anos pelo uso de doping pela World Athletics (IAFF), mesmo após a comprovação da falta de intenção da atleta no uso da substância proibida pelas regras internacionais e sua absolvição por unanimidade nos tribunais esportivos brasileiros, ela é a recordista brasileira e sul-americana do salto em distância – 7,26 m – e tricampeã pan-americana em Winnipeg 1999, Rio 2007 e Guadalajara 2011 na mesma prova. É também recordista sul-americana da prova dos 100 metros com barreiras, com a marca de 12s71, obtida em 2001, e já foi recordista sul-americana do salto triplo, com 14,53 m, marca obtida em 2003.
Foi por duas vezes na carreira a nº 1 do ranking mundial do salto em distância feminino, em 1999 e 2003, e a nona melhor atleta da história da modalidade, em 1999, à época do seu salto de 7,26 m. Também por duas vezes recebeu o prêmio Atleta do Ano concedido pelo Comitê Olímpico Brasileiro (COB). Em abril de 2015, anunciou sua intenção de encerrar sua carreira ao fim deste ano, tornando-se comentarista profissional de atletismo na televisão.

## Início
Nascida na cidade de São Carlos, no interior do estado de São Paulo, é filha de Rute e William Maggi. Seu nome vem de uma homenagem equivocada do pai aos Beatles, de quem era fã. William, que também tem um nome de origem estrangeira, pretendia dar à filha o mesmo nome da mulher do baterista Ringo Starr, Maureen Cox, com um "R" e dois "E". Mas um erro no cartório acabou resultando no nome único e que ficou famoso, Maurren, com dois "R" e um "E". Tem dois irmãos, Wiliam e Jefferson.
Uma criança que adorava bonecos de pelúcia, Maurren começou a praticar esportes variados aos sete anos de idade – voleibol, natação, ginástica, tênis de mesa e até xadrez – e na adolescência já disputava competições de atletismo no interior do estado, esporte a que passou a se dedicar. Em 1994, aos 17 anos, por convite daquele que seria seu técnico de toda vida, Nélio Moura, e sua mulher, Tânia, a quem conheceu numa competição em Cubatão, desembarcou sozinha na capital paulista para participar do projeto "Futuro do Ibirapuera", uma iniciativa esportiva do governo de São Paulo, para viver e treinar no alojamento da equipe ADC-Eletropaulo, dirigida pelo casal de técnicos.
Maurren vivia num alojamento para atletas com mais 15 meninas em apenas um quarto grande, onde o mais difícil era respeitar o espaço e as limitações das colegas, além da saudade constante da família. Nesta época, sendo a "garota problema" do grupo, chegou a sofrer um processo de expulsão por indisciplina – não concretizado por interferência de Moura – depois de mandar a melhor amiga para o hospital com crise nervosa ao assustá-la de madrugada com uma máscara de lobisomem. No fim do ano as meninas eram obrigadas a voltar para suas casas porque o Ibirapuera fechava para alojamento e treinamento, para contragosto de Maurren e das demais atletas, que queriam continuar treinando.
Neste primeiro ano em que chegou a São Paulo, já demonstrou o talento acima da média, conquistando os títulos de campeã brasileira e sul-americana juvenil do salto em distância, além de campeã sul-americana dos 100 metros com barreiras.

## Carreira

### 1996 – 2003
Maurren começou sua carreira de atleta profissional em 1996, integrando a equipe de atletismo da Bolsa de Valores, Mercadorias e Futuros de São Paulo (BM&FBOVESPA) junto com seu técnico. Neste ano obteve 6,47 m como melhor marca do salto em distância. O ano de 1999 a transformou numa estrela internacional, começando com uma medalha de bronze na Universíade, em Palma de Mallorca, e, logo depois, ao saltar 7,26 m no Campeonato Sul-americano de Atletismo em Bogotá, Colômbia, a melhor marca do mundo naquele ano e a nona da história para o salto em distância. Pouco depois, ela conquistava a medalha de ouro em Winnipeg 1999, seu primeiro título em Jogos Pan-americanos. Nestes mesmos Jogos, ainda ficou com a prata em sua segunda modalidade, os 100m com barreiras. Passou a ser um figura nacionalmente conhecida e popular, após aparecer na televisão, no pódio de Winnipeg, com as unhas pintadas de verde e amarelo e um ursinho de pelúcia nos braços. Sua vitória na cidade canadense, a primeira viagem de Maggi ao exterior com uma delegação esportiva brasileira completa, começou a mudar sua vida: "Tudo era novo para mim em Winnipeg e depois dos Jogos me tornei uma pessoa famosa no Brasil; passei a conhecer artistas, atores e celebridades que nunca tive a oportunidade de conhecer antes". Ainda em 1999, competiu no Campeonato Mundial de Atletismo em Sevilha, na Espanha, ficando em oitavo lugar. No fim de 1999, era escolhida Atleta do Ano na edição inaugural do Prêmio Brasil Olímpico, entregue pelo Comitê Olímpico Brasileiro (COB).
Na primeira metade de 2000, Maggi, agora na equipe União Esportiva Funilense-Vasco da Gama, estava saltando próximo aos sete metros em competições na Europa e tinha se transformado numa das favoritas para a medalha de ouro para os Jogos Olímpicos de Verão de 2000. Nos seus primeiros Jogos Olímpicos, porém, contundiu-se na coxa logo no primeiro salto e teve que deixar a competição aos prantos, sem classificação: "Eu estava na melhor forma da minha vida, melhor ainda que Winnipeg e nunca pensei que aquilo pudesse acontecer comigo. Nunca quis ver na televisão o salto em que me machuquei, para não dificultar psicologicamente minha recuperação".
Em maio de 2001, já recuperada, quebra o recorde sul-americano dos 100 m c/ barreiras – 12s71 – no Campeonato Sul-americano de Atletismo disputado em Manaus e conquista o ouro no salto em distância e a prata nas barreiras na Universíade, em Pequim, na China. Em 2002, vive o que considerou "o melhor ano de sua carreira". Saltando o ano todo com consistência e sem contusões, vence o Campeonato Ibero-americano na Cidade da Guatemala, a final do 18º Grand Prix da IAAF em Paris – com um salto de 7,02 m, o melhor do ano – e conquista a medalha de prata na Copa do Mundo, em Madri. Durante sua temporada europeia, morou por alguns meses nos Países Baixos.
Em março de 2003, ganha a medalha de bronze no salto em distância no Campeonato Mundial de Atletismo em Pista Coberta, realizado em Birmingham, Reino Unido, com a marca de 6,70m. Em junho, num torneio em Milão, consegue 7,06 m, uma marca que a faria terminar novamente como nº 1 do mundo no salto em distância naquele ano. Mas, antes disso, em abril, Maurren faz uma marca que lhe dá três recordes sul-americanos ao mesmo tempo. Desde o fim da década de 90, ela vinha sendo incentivada a disputar o salto triplo por seu grande ídolo no esporte, Adhemar Ferreira da Silva. Começou a disputar por essa época, de maneira despretensiosa, a prova que havia consagrado o bicampeão olímpico e, na virada do século, já tinha alguns resultados expressivos. Em abril de 2003, num torneio em São Caetano do Sul, marcou 14,53 m em seu salto e estabeleceu novo recorde sul-americano para a modalidade, tornando-se ao mesmo tempo recordista brasileira e sul-americana do salto triplo, salto em distância e 100 metros com barreiras.

### Doping
Pouco antes do Jogos Pan-americanos de Santo Domingo, em julho de 2003, após conquistar um ouro no Troféu Brasil de Atletismo, Maurren Maggi foi acusada de doping, depois de um exame de urina feito naquela competição. A atleta alegou que não sabia da presença de clostebol, encontrado em seu organismo, na composição do creme cicatrizante Novaderm, que aplicou na virilha após uma sessão de depilação definitiva. A substância é a primeira na lista de proibições da Associação Internacional de Federações de Atletismo (IAAF).
O fato alcançou repercussão nacional e internacional, numa época em que a atleta se encontrava no topo do ranking mundial do salto em distância, e ameaçava sua presença no Pan, no Campeonato Mundial de Atletismo em Paris logo a seguir, nos Jogos Olímpicos do ano seguinte e a sua própria carreira e reputação. Em agosto, um mês depois da noticia estourar nos meios de comunicação, a repórter do jornal Diário de S. Paulo Luciana Ackermann resolveu passar pelo mesmo processo de depilação para confirmar se a versão da atleta era possível. Após uma sessão de depilação a laser, ela aplicou na virilha a mesma pomada cicatrizante usada por Maggi, Novaderm, e o fez por mais duas vezes, à noite e pela manhã do dia seguinte, seguindo o mesmo processo alegado por Maggi. Dois dias depois foi ao Laboratório do Departamento de Análises Clínicas e Toxicológicas da Universidade de São Paulo (USP) para repetir o exame da atleta. Fez o exame de urina acompanhada por um fiscal para evitar quaisquer dúvidas de que ela estivesse tentando mascarar o doping de alguma forma e, curiosamente, passou a mesma dificuldade para urinar que Maggi teve quando fez o seu exame. O resultado, em prova e contraprova foi positivo para clostebol, o esteroide anabolizante existente no creme e substância proibida pelo Comité Olímpico Internacional (COI) e a IAAF. Luciana provou que o doping de Maurren foi involuntário e não tinha a intenção de melhorar sua performance.
O teste da jornalista foi anexado ao processo como prova de defesa de Maurren e, em 19 de janeiro de 2004, onde ela foi absolvida por unanimidade –  com 7 votos a 0 – pelo Superior Tribunal de Justiça Desportiva (STJD) da Confederação Brasileira de Atletismo (CBAt). Em 19 de março, a IAAF não aceitou as alegações nem a absolvição local e a baniu por dois anos do atletismo. A apelação à Corte Arbitral do Esporte teria que ser feita em Monte Carlo, demandaria muito dinheiro com viagens e advogados e tinha toda as possibilidades de ser infrutífera. Maggi desistiu e ficou de fora dos Jogos Olímpicos de Verão de 2004 devido à suspensão. Só voltou a treinar no fim de 2005. A partir daí e pelo resto da carreira, seu treinador Nélio Moura passou a fazer exames em laboratório de todo creme hidratante que Maurren quisesse usar e a atleta passava loções e pomadas na filha Sophia usando luvas de borracha descartáveis.

### Volta às competições
Maggi passou quase dois anos e meio afastada do atletismo e deixou de treinar neste período, levando uma vida completamente diferente da que estava acostumada desde a infância, sem nenhum tipo de preparação física, dedicando-se apenas à vida doméstica e à sua filha, Sophia, nascida em dezembro de 2004 de seu relacionamento com o ex-piloto de Fórmula 1, Antônio Pizzonia, com quem foi morar em Mônaco.
Com o fim do relacionamento e o divórcio em 2006, foi a preocupação com o futuro da filha que a fez voltar ao atletismo. No retorno, novamente sob os cuidados dos Moura, abriu mão do salto triplo e dos 100 m com barreiras considerando-se mais produtiva e confiante no salto em distância. Logo saltou 6,84 m em Bogotá e entrou em ritmo intenso de preparação visando aos Jogos Pan-Americanos de 2007 no Rio de Janeiro, no ano seguinte. Em 2007, voltou ao topo da forma depois de saltar 6,91 m para ganhar o ouro no Campeonato Sul-americano de Atletismo em São Paulo e, em julho, na Rio 2007, tornou-se campeã pan-americana pela segunda vez, com a marca de 6,84 metros. Fez seu melhor salto do ano nas classificatórias do Mundial de Osaka 2007 (6,95 m), no qual ficou na sexta colocação na final com um salto de 6,80 m.
Na preparação olímpica no início de 2008, Maurren saltou 6,89 m no Campeonato Mundial de Atletismo em Pista Coberta, em Valência, Espanha, e conquistou a medalha de prata, sua segunda num mundial em pista coberta. No Troféu Brasil de Atletismo, em junho, conquistou a medalha de ouro com a marca de 6,99 m, o segundo melhor salto do mundo no ano.

### Pequim 2008
Oito anos do fracasso de Sydney, Maurren voltava à Olímpiada, e novamente como favorita. Pela frente, no estádio olímpico Ninho de Pássaro, em Pequim, teria algumas das melhores saltadoras do mundo, como a estadunidense Brittney Reese, a jovem nigeriana Blessing Okagbare, a campeã olímpica do heptatlo em Atenas 2004 e agora dedicada ao salto em distância, Carolina Klüft, da Suécia, e a favorita, a russa Tatiana Lebedeva, campeã em Atenas 2004 e que já havia ganhado a medalha de prata no salto triplo ali no estádio dias antes. Para manter o foco, evitava a imprensa e parou de falar até com a filha Sophia, mantendo contato na Vila Olímpica apenas com os amigos Diego Hypólito, Lucimara Silvestre e Bruno Souza.
Maggi conseguiu sua vaga na final com tranquilidade, saltando 6,79 m, atrás apenas da estadunidense Reese (apenas as duas saltaram acima da marca de classificação automática de 6,75 m). Nos três dias de intervalo até a final, Maurren via-se ansiosa, querendo treinar mas sendo impedida por Moura para evitar dores, e no dia da prova ficou acordada até de madrugada jogando pôquer em seu tablet.
Na final, Maurren saltou 7,04 m na primeira tentativa, a primeira marca acima de 7 metros nos Jogos, deixando a pressão para Lebedeva – que havia saltado 6,97 m antes de Maurren – e as demais. Maurren e Lebedeva queimaram os saltos seguintes e Reese não conseguiu ir além de 6,76, enquanto a nigeriana de 19 anos Okagbare conseguia 6,91, uma marca que, até aquele momento, levava o bronze. Após os três primeiros saltos, apenas as oito melhores entre as doze finalistas continuaram – e neste corte saíram a brasileira Keila Costa e a sueca Klüft.
A partir desta rodada final de três saltos, Maggi passou a ser a última a saltar com Lebedeva imediatamente antes dela, por ter o melhor salto da primeira série; enquanto Lebedeva queimava novamente o quarto salto na tentativa de suplantá-la, Maggi passou a vez. Mais uma queimada de Lebedeva, que tentava chegar à mínima distância da tábua sem queimar para tentar ultrapassá-la, queimando sempre. Maggi fez seu quinto salto logo a seguir e consegue 6,73 m. Após o salto, de todas as outras atletas na última rodada, os 7,04 m de Maurren no primeiro salto continuavam como melhor marca e apenas Lebedeva em seus últimos saltos poderia superá-la; mesmo se acontecesse, Maggi ainda teria um último salto. A russa desta vez conseguiu um salto perfeito e aterrizou na caixa de areia logo acima dos sete metros. Durante alguns segundos, ficou a dúvida se teria ultrapassado a marca da brasileira, até o placar eletrônico indicar 7,03 metros, 1 cm a menos que o salto de Maurren.
Sem precisar do último salto, Maurren Higa Maggi tornava-se a primeira campeã olímpica brasileira num esporte individual, e o primeiro ouro do atletismo brasileiro desde Joaquim Cruz em Los Angeles 1984. Depois da volta olímpica no estádio com a bandeira brasileira e uma pequena bandeira chinesa e do pódio com o Hino Nacional Brasileiro, uma cena bastante popular para quem acompanhava pela televisão foi o telefonema entre ela, no estádio, e a filha pequena, no Brasil, que, vendo que a mãe tinha ganhado a medalha de ouro reclamou frustrada: "Mamãe, eu queria a de prata!". Sophia achava a medalha concedida ao segundo lugar mais bonita.

### 2009 – 2015
Após os Jogos de Pequim, Maggi não conseguiu manter a mesma forma no ano seguinte. Apesar da vitória no Grande Prêmio Brasil Caixa de Atletismo em maio, no Rio de Janeiro, não conseguiu bom rendimento no Mundial de Berlim 2009, onde ficou apenas na sétima colocação, com um salto de 6,68 m, depois de sentir uma lesão. Em fevereiro de 2010, ela passou a integrar a equipe do São Paulo Futebol Clube, a mesma do ídolo Adhemar, responsável pelas duas estrelas existentes na camisa de seu clube de coração, mas uma operação no joelho a impediu de participar de várias competições.
No começo de 2011, fisicamente recuperada, disputou a primeira etapa da Diamond League, em Doha, no Qatar e alcançou 6,87 m, garantindo a medalha de prata. Duas semanas depois, no GP Internacional de São Paulo, num competição envolvendo 180 atletas de 27 países, conquistou outro ouro, saltando 6,89 metros. Em agosto, participou do Campeonato Mundial de Daegu, na Coreia do Sul; depois de liderar os saltos na fase eliminatória com a marca de 6,86 m – que seria a melhor marca de toda a competição – acabou apenas em 11º lugar na final, queimando os dois primeiros saltos e conseguindo apenas 6,17 m na última tentativa de ir adiante. Seu grande resultado no ano veio com o tricampeonato pan-americano. Nos Jogos Pan-Americanos de 2011, Maurren conquistou pela terceira vez – e segunda seguida – a medalha de ouro no salto em distância dos Jogos Pan-americanos, com um salto de 6,94 m, seu melhor no ano.
A vitória em Guadalajara foi a última de grande expressão na carreira de Maurren. Nos Jogos Olímpicos de Verão de 2012 aos 36 anos e depois de sofrer uma lesão no quadril durante a preparação para os Jogos, de volta a um estádio olímpico para sua terceira Olimpíada ela não conseguiu se classificar entre as doze finalistas da prova, ficando apenas em 15º lugar com a marca de 6,37 m.
Em janeiro de 2013, seu contrato com o São Paulo FC chegou ao fim e, sem patrocínio privado, foi obrigada a competir dispondo de seus próprios recursos, além de ter que lidar com contusões por quase todo o ano, que a fizeram perder o Mundial de Moscou 2013 e ficar três meses sem treinar. Recebendo apenas uma ajuda governamental através do Bolsa Atleta (R$ 3,1 mil mensais para campeões olímpicos e paraolímpicos) e uma outra pequena quantia da Caixa Econômica Federal (CEX), patrocinadora da Confederação Brasileira de Atletismo, se viu obrigada a usar de suas economias para continuar treinando e competindo, o que a fez pensar em encerrar a carreira. No começo de 2014, entretanto, Maggi lançou uma campanha na Internet através do site "Patrocine meu treino", criado para realizar uma 'vaquinha' virtual entre empresas e admiradores para que pudesse continuar com seu objetivo final de tentar o tetracampeonato nos Jogos Pan-Americanos de 2015 e encerrar a carreira em grande estilo nos Jogos Olímpicos de Verão de 2016, quando teria quarenta anos. Para sua própria surpresa, com apenas uma semana de coleta, Maurren conseguiu doações num total de mais de R$ 110 mil reais e continuou com a campanha até abril quando esperava ter arrecadado o suficiente para levar adiante seu plano de fim de carreira.
Entretanto, em abril de 2015, durante a transmissão ao vivo pela televisão do desafio de velocidade "Mano a Mano" realizado no Rio de Janeiro entre o jamaicano Usain Bolt e velocistas brasileiros e estrangeiros, Maggi anunciou o encerramento de sua carreira ao fim de 2015, ficando de fora da Rio 2016, passando a dedicar-se exclusivamente à função de comentarista de atletismo da Rede Globo de Televisão.

### Após aposentadoria
Entusiasta de jogos de carta desde a infância, Maurren começou a participar de competições de pôquer em 2010, e após a aposentadoria no atletismo se dedicou mais ao pôquer profissional, sendo pentacampeã do Torneio de Convidados da Brazilian Series of Poker.
No ano de 2015, Maurren foi uma dos doze participantes da décima segunda temporada do talent show Dança dos Famosos exibido durante o Domingão do Faustão que foi exibido pela Rede Globo, sendo a 7ª colocada da competição. Em 2016, foi uma das convidadas especiais na Cerimônia de Abertura dos Jogos Olímpicos Rio 2016, realizada no Estádio do Maracanã.
Em 2017, Maurren foi uma dos vinte participantes do reality show de resistência física Exathlon Brasil apresentado pelo jornalista Luís Ernesto Lacombe, então exibido pela Rede Bandeirantes. Foi a 3ª colocada da competição.
Três anos depois, Maurren participou de seu terceiro reality show sendo uma dos onze participantes do Made In Japão então exibido pela RecordTV, sendo a vice-campeã da competição, após ser derrotada pelo futebolista Richarlyson. Chegou a participar do pré-confinamento de A Fazenda 16, também da Record, mas desistiu.

## Principais resultados
2011
 – Jogos Pan-americanos – salto em distância – Guadalajara
 – Campeonato Sul-americano de Atletismo – salto em distância – Buenos Aires
2008
 – Jogos Olímpicos – salto em distância – Pequim
 – Campeonato Mundial de Atletismo em Pista Coberta – salto em distância – Valência
2007
 – Jogos Pan-americanos – salto em distância – Rio de Janeiro
 – Campeonato Sul-americano de Atletismo – salto em distância – São Paulo
2003
 – Campeonato Mundial de Atletismo em Pista Coberta – salto em distância – Birmingham
2002
 – Campeonato Ibero-americano de Atletismo – salto em distância – Cidade da Guatemala
 – Copa do Mundo – salto em distância – Madri
2001
 – Universíade – salto em distância – Pequim
 – Campeonato Sul-americano de Atletismo – salto em distância – Manaus
 – Campeonato Sul-americano de Atletismo – 100 m c/ barreiras – Manaus (melhor marca pessoal – 12s71)
 – Universíade – 100 m c/ barreiras – Pequim
1999
 – Jogos Pan-americanos – salto em distância – Winnipeg
 – Campeonato Sul-americano de Atletismo – salto em distância – Bogotá (melhor marca pessoal – 7,26 m)
 – Campeonato Sul-americano de Atletismo – 100 m c/ barreiras – Bogotá
 – Jogos Pan-americanos – 100 m c/ barreiras – Winnipeg
 – Universíade – salto em distância – Palma de Mallorca
1997
 – Campeonato Sul-americano de Atletismo – salto em distância – Mar del Plata
 – Campeonato Sul-americano de Atletismo – 100 m c/ barreiras – Mar del Plata

## Melhores marcas pessoais
| Evento                          | Marca  | Local              | País     | Data                    | Ref.   |
| ------------------------------- | ------ | ------------------ | -------- | ----------------------- | ------ |
| Salto em distância              | 7,26m  | Bogotá             | Colômbia | 26 de junho de 1999     | [ 79 ] |
| Salto triplo                    | 14,53m | São Caetano do Sul | Brasil   | 27 de abril de 2003     | [ 79 ] |
| 100 metros com barreiras        | 12,71s | Manaus             | Brasil   | 19 de maio de 2001      | [ 79 ] |
| Salto em distância, indoor      | 6,89m  | Valência           | Espanha  | 9 de março de 2008      | [ 79 ] |
| 60 metros com barreiras, indoor | 8,12s  | Gante              | Bélgica  | 11 de fevereiro de 2000 | [ 79 ] |

## Prêmios
2008
- Prêmio Faz Diferença (Esportes) – O Globo[80]
- Atleta do Ano – Prêmio Brasil Olímpico – Comitê Olímpico Brasileiro[8]

2001
- Melhor Atleta Sul-americana – Confederação Sul-americana de Atletismo[13]

2000
- Melhor Atleta Sul-americana – Confederação Sul-americana de Atletismo[13]

1999
- Atleta do Ano – Prêmio Brasil Olímpico – Comitê Olímpico Brasileiro[8]
- Atleta do Ano – O Estado de S. Paulo[13]

## Filmografia
| Ano        | Título                  | Notas                 | Ref.        |
| ---------- | ----------------------- | --------------------- | ----------- |
| 2009; 2010 | Hebe                    | 2 participações       | [ 81 ]      |
| 2013       | Mulheres Olímpicas      | Filme para TV         | [ 82 ]      |
| 2015–2016  | Balada olímpica         |                       | [ 83 ]      |
| 2015       | Domingão do Faustão     | Dança dos famosos     | [ 84 ]      |
| 2016       | Totalmente Demais       | Participação especial | [ 85 ]      |
| 2016       | Campeões pelo Brasil    | 1 episódio            | [ 86 ]      |
| 2017       | Exatlón México          | 2 episódio            | [ 87 ]      |
| 2017       | Exathlon Brasil         | 58 episódios          | [ 88 ]      |
| 2018       | Programa do Porchat     | Entrevista            | [ 89 ]      |
| 2020       | Made In Japão           |                       | [ 90 ]      |
| 2021       | Conversa com Bial       | Entrevista            | [ 91 ]      |
| 2025       | MasterChef Celebridades | Participante          | Temporada 1 |

## Homenagens
No ano de 2008, na gestão do prefeitos Oswaldo Barba (PT), na praça central de sua cidade natal de São Carlos, em São Paulo, foi inaugurado um monumento idealizado pelo arquiteto Marcelo Suzuki para homenagear a conquista da atleta em Pequim.
A Fundação Pró-Memória de São Carlos e o pai de Maurren, William, já realizaram reclamações da obra devido aos vandalismo cometidos e pelo enferrujamento na obra, já que é feita de aço corten.

## Política
Entrou na vida partidária em 2011, ao filiar-se ao Partido Trabalhista Brasileiro (PTB) no diretório municipal de sua cidade natal, São Carlos, em contexto que o partido fazia composição com o então prefeito do município, o petista Oswaldo Barba.
Em 4 de agosto de 2018, o Partido Socialista Brasileiro (PSB) oficializou a candidatura de Maurren Maggi ao Senado de São Paulo nas eleições 2018, em conjunto com os suplentes Marco Souza Dateninha e Paulo Correa. Ficou em quarto lugar, com 2 979 856 votos, 9% dos votos válidos.
No ano de 2020, Maurren deixou os socialistas e filiou-se ao Democratas (DEM) para concorrer ao cargo de vereadora pela cidade de São Paulo. Apesar da recente disputa pelo Senado no estado, Maurren recebeu 6.228 votos e não foi eleita ao cargo.
Em abril de 2022, filiou-se ao Republicanos, em cerimônia que contou com a presença da deputada estadual fluminense Tia Ju. Anunciou sua candidatura pela legenda a deputada federal por São Paulo. A candidatura foi indeferida pelo Tribunal Regional Eleitoral de São Paulo (TRE-SP) após uma decisão referente a candidatura de Maurren ao senado em 2018. Em decisão do juiz Sérgio Nascimento, apontou que não comprovou a quitação eleitoral das contas da campanha para o senado, item fundamental para dar prosseguimento a candidatura em 2022. Apesar da decisão, recebeu 3 385 votos. No âmbito nacional, apoiou a candidatura presidencial de Jair Bolsonaro (PL) e participou de um vídeo da campanha de Bolsonaro com outros atletas, como os jogadores de futebol Rivaldo e Neymar e o pugilista Acelino Freitas.
Apesar da derrota eleitoral para o presidente Luiz Inácio Lula da Silva, apoiadores de Jair Bolsonaro tomaram as ruas em vigílias antidemocráticas nas portas de quartéis militares pedindo entre outras pautas, a intervenção militar no país. Maurren participou dos atos com teor golpista e publicou em sua conta no Instagram que estaria com Bolsonaro 'até o fim'.
Com a eleição de Tarcísio de Freitas para o governo de São Paulo, seu nome foi cotado para assumir a Secretaria dos Esportes do governo do Estado de São Paulo, atuando na equipe de transição do novo governo paulista. Apesar de integrar a equipe, Tarcísio nomeou para Secretaria, Helena Reis.

### Desempenho eleitoral
| Ano  | Cargo                          | Partido      | Votos     | Resultado  | Ref.    |
| ---- | ------------------------------ | ------------ | --------- | ---------- | ------- |
| 2018 | Senadora de São Paulo          | PSB          | 2.979.586 | Não eleita | [ 113 ] |
| 2020 | Vereadora de São Paulo         | DEM          | 6.228     | Não eleita | [ 101 ] |
| 2022 | Deputada federal por São Paulo | Republicanos | 3.385     | Indeferida | [ 114 ] |